# Kameo
Kameo: Elements of Power é um jogo eletrônico de ação e aventura de 2005 desenvolvido pela Rare e publicado pela Microsoft Game Studios. O jogador controla Kameo, uma elfa de 16 anos, que deve viajar pela terra resgatando sua família enquanto coleta Sprites Elementais e Guerreiros em um combate estilo beat 'em up contra os trolls que estão em seu caminho. Os dez poderes elementais de Kameo permitem que ela se transforme em criaturas e use suas várias habilidades para resolver quebra-cabeças de combate e progredir nos níveis do jogo.
Kameo é conhecido por seu ciclo de desenvolvimento prolongado, que abrangeu quatro consoles da Nintendo e Microsoft. Foi concebido como um jogo no estilo de Pokémon de capturar e nutrir monstros, mas acabou por usar temas mais sombrios e adequados ao público do Xbox quando a Microsoft adquiriu a desenvolvedora. Nesse processo, Kameo foi de fada a elfo — uma transição que o diretor do jogo concluiu mais tarde sem sucesso. Embora quase terminado para o Xbox original, o título foi adiado para se tornar um título de lançamento exclusivo para o próximo Xbox 360. A Rare usou o tempo extra para melhorar os audiovisuais do jogo, incluindo a primeira trilha sonora orquestrada da Rare, e adicionou um modo multijogador cooperativo.
O jogo recebeu críticas geralmente favoráveis e as estimativas de vendas foram médias. Revisores elogiaram os gráficos de Kameo como um jogo que definiria padrões de qualidade para o novo console e notaram sua vívida paleta de cores. Críticas negativas se concentraram na jogabilidade, em particular em sua repetição, controles desajeitados, combate fácil, introdução desorganizada e tutorial dominador. Revisores acharam a história e a personagem Kameo sem brilho, mas gostaram dos outros personagens e do conceito central de metamorfose. Eles elogiaram a partitura orquestral e outras características técnicas, além da câmera do jogo. A Rare lançou vários pacotes de cosméticos como conteúdo para download além de uma atualização gratuita do modo cooperativo online.
Avaliações retrospectivas lembraram o jogo por seus gráficos brilhantes e impressionantes. Kameo foi incluído em Rare Replay, uma compilação de trinta jogos da Rare para o Xbox One, junto com vídeos em estilo documentário sobre o desenvolvimento do jogo e sua sequência planejada. A sequência foi cancelada após alguns meses de produção devido às vendas fracas do original e ao novo foco da Microsoft em jogos para seu periférico Kinect.

## Jogabilidade
Em Kameo, um jogo eletrônico de ação e aventura em terceira pessoa, o jogador controla a personagem titular, uma elfa que sabota sua irmã antes de sua coroação para levar a coroa e o Poderes Elementais que vêm com ele. Isso faz com que sua irmã Kalus liberte o troll Rei Thorn e forme uma aliança para recuperar sua coroa e os sprites elementais restantes. Kameo usa poderes elementares para se transformar em criaturas com diferentes habilidades, entre as quais ela alterna para resolver quebra-cabeças e avançar pelo mundo do jogo. O jogador controla a personagem com o botão analógico esquerdo, a visão da câmera do jogo com o botão direito e os ataques e habilidades do personagem com os gatilhos do controle. Os botões frontais alternam entre três poderes elementais ativos.

Esta captura de tela do jogo tipifica a paleta de cores brilhantes pela qual era conhecido.

Esses dez "guerreiros elementais" incluem uma criatura que cospe fogo que acende tochas, um gorila que escala paredes e arremessa inimigos e uma planta que dá socos nos oponentes. Existem dois de cada tipo de elementos (fogo, gelo, planta, rocha e água). Alguns inimigos têm fraquezas específicas e só podem ser afetados por poderes elementais específicos ou perigos no ambiente. O jogo é estruturado de tal forma que novas habilidades de personagens são desbloqueadas assim que são necessárias para resolver um quebra-cabeça. Assim, os quebra-cabeças do jogo dependem mais do combate do que da lógica. Cada uma das formas elementares tem vários upgrades de habilidade, que o jogador pode resgatar coletando e entregando frutas em um livro sagrado chamado Wotnot. A própria personagem Kameo pode se mover mais rápido do que os guerreiros elementais, mas não tem nenhuma habilidade especial além de quebrar caixotes.
O jogo começa quando Kameo avança por um castelo — com a ajuda de três poderes elementais — para resgatar sua família. Quando o prólogo do tutorial termina, Kameo perde seus poderes elementais e é ejetada do castelo para o Reino Encantado para ficar mais forte e tentar novamente. Kameo viaja por quatro mundos temáticos (água, gelo, fogo e pântano) nos arredores de Badlands, o mundo que conecta as áreas. Cada um dos mundos são intercalados com habitantes da cidade e quebra-cabeças envolvendo combate. Kameo pode viajar para os mundos através de Badlands, onde os elfos e trolls lutam, ou fugir do Reino Encantado. Um sistema de ajuda embutido no jogo fornece dicas ou soluções diretas para jogadores com dificuldades. Em todo o reino, Kameo encontra e derrota as sete criaturas das sombras, cada uma guardando um de seus poderes elementais, enquanto salva sua família e ganha os outros três.
O jogador pode desacelerar o tempo, acertando sucessivamente e matando os inimigos para preencher um medidor na tela. O jogador pode retornar aos níveis para tentar uma pontuação mais alta. As sequências de ação, que formam mais da metade do jogo, exigem que o jogador derrote grupos de inimigos antes de prosseguir para a próxima sala e, por fim, levar a uma batalha de chefão. Kameo possui um modo cooperativo em tela dividida para dois jogadores, no qual podem lutar lado a lado durante as cenas de ação. A Rare adicionou suporte para um modo cooperativo online (via Xbox Live ou System Link) como um patch para download após o lançamento do jogo.

## Desenvolvimento
O desenvolvimento prolongado de Kameo, da Rare, abrangeu quatro consoles: Nintendo 64 e GameCube, da Nintendo, e Xbox e Xbox 360, da Microsoft. O jogo ficou conhecido por seu longo ciclo de desenvolvimento; a IGN escreveu que o jogo recebeu mais cobertura de editores da IGN durante seu desenvolvimento do que "quase qualquer outro jogo". No final do jogo, pode ser encontrada uma receita que diz "Pegue um cubo de gelo... Adicione dois besouros de uma caixa de rastejantes assustadores... aqueça a 360 graus..." que faz alusão aos ciclos de desenvolvimento em cada console. Pouco depois de a Rare terminar Donkey Kong 64, Kameo começou como um jogo no qual o jogador captura e desenvolve criaturas. No conceito do designer principal George Andreas, as criaturas seguiriam o jogador e agiriam por sua própria vontade. Esta versão tinha uma "sensação de Nintendo" e um conceito do tipo Pokémon: o jogador transformava pequenos monstros em adultos. Kameo passou vários anos em desenvolvimento no GameCube e a Rare compartilhou uma versão inicial do jogo na Electronic Entertainment Expo, uma conferência anual de jogos. Nesse ínterim, a Microsoft adquiriu a Rare em setembro de 2002 por um preço recorde de 377 milhões de dólares. Kameo perdeu muitos de seus elementos de Pokémon quando o desenvolvimento foi transferido para o Xbox da Microsoft. Phil Tossell da Rare gostava do estilo Pokémon, mas acabou sentindo que a mudança de plataforma foi uma mudança positiva para o jogo.
A equipe destilou o conceito original na mecânica central do jogo que os jogadores preferiram, ou seja, as habilidades de se transformar em personagens e de lutar. No que se tornou a jogabilidade central, o jogador usaria uma combinação dos guerreiros elementais de Kameo para progredir nos níveis. Mais tarde, a Rare expandiu o conceito para que se assemelhasse mais a um jogo de aventura, embora sua história fosse secundária à jogabilidade. Kameo foi projetado para fluidez — o time tentou minimizar as tarefas e os tempos de espera dos jogadores. A equipe simplificou o conjunto de personagens de cem para doze e expandiu o conjunto de habilidades dos restantes. Tossell desenhou esses personagens e começou com um animal semelhante a uma rocha. Esses designs de criaturas mais tarde se tornaram as formas de transformação de Kameo. Enquanto o jogo fazia a transição e a Rare tentava se distanciar de sua reputação sentimental de "personagens fofinhos com olhos grandes", a equipe lutou para transformar Kameo de fada a elfa do conceito original. Tossell sentiu que essa tarefa era impossível, já que a Microsoft simultaneamente queria ampliar sua base enquanto não dava à Rare espaço para produzir algo diferente de seu design "fofo". A personagem Kameo fez a transição para uma aparência "tribal" antes de se tornar uma elfa, e seus próprios ataques foram finalmente redirecionados para os guerreiros elementais. Kameo se tornou título de lançamento do Xbox 360, ao lado de Perfect Dark Zero, também da Rare, e recebeu uma atualização gráfica no processo. O jogo estava cerca de 80% completo para o Xbox original, mas a transição livrou o jogo de restrições técnicas.
Com o prazo estendido, a equipe de desenvolvimento adicionou ataques extras para os dez personagens, interações de transição dia-noite, pontuações e tabelas de classificação, um modo multijogador cooperativo em tela dividida  e uma atualização pós-lançamento que estende o modo cooperativo para Xbox Live e LAN. A equipe revisitou ideias de níveis que não eram possíveis no console anterior e fez a transição da música sintetizada e uma história baseada em texto para uma trilha sonora orquestral e dublagem. O modo cooperativo também foi adicionado retroativamente, o que desafiou o design de níveis já finalizado. As melhorias mais pronunciadas foram nos gráficos e nos upgrades do jogo. Os níveis no Xbox 360 podem conter milhares de personagens na tela ao mesmo tempo. A equipe testou a sensação de cada guerreiro elemental e passou um tempo extra refinando o aumento gradual da dificuldade no nível de abertura. Em reflexo, as maiores influências do projeto foram, em última análise, Nintendo, Pokémon e Resident Evil.
Na época do lançamento de Kameo, o designer principal George Andreas sentiu que o conceito original de Kameo de encontrar e usar monstros havia evoluído e levado até o produto final. Ele disse que havia ideias suficientes para uma sequência dentro da nova propriedade intelectual se os jogadores estivessem interessados. Anos depois, Andreas reavaliou e disse que o jogo nunca deveria ter sido lançado e continua sendo um assunto delicado na Rare para ele discutir. Como o projeto estava quase concluído, eles optaram por lançar como um título de lançamento em vez de começar de novo. Andreas sentiu que o esforço de transformar a fada Kameo em um elfo foi malsucedido e que o personagem não correspondia à demografia dos fãs de jogos de tiro em primeira pessoa do Xbox.
A Rare e a Microsoft Studios lançaram Kameo junto com o Xbox 360 como título de lançamento: em 22 de novembro de 2005, na América do Norte, e 2 de dezembro na Europa. O jogo estava disponível para compra em lojas de varejo antes do lançamento do console. No lançamento, foi vendido a um preço mais baixo do que outros jogos do Xbox 360. Antes do lançamento japonês de 2 de fevereiro de 2006, a Microsoft Japan realizou um evento promocional de imprensa com as celebridades Yoshinari Tsuji e Kaori Manabe no final de janeiro de 2006. A 1UP.com relatou o evento como "subjugado", mas apropriado para jornalistas de jogos japoneses testarem Kameo, já que o Xbox 360 estava vendendo mal na região.

### Áudio
Steve Burke atuou como líder de áudio em Kameo, seu primeiro projeto na Rare, para o qual compôs sua trilha sonora e contribuiu para seus efeitos sonoros e locuções. Como o jogo foi originalmente planejado para o GameCube, os primeiros meses de desenvolvimento pareciam não ter suporte para áudio acima das composições no estilo de amostras MIDI, características do console anterior da Nintendo, o Nintendo 64. A primeira demo do jogo na Electronic Entertainment Expo de 2001 usou esse tipo de áudio. Das primeiras peças que escreveu para este projeto nos primeiros meses de 2001, algumas foram descartadas. Outros foram regravados como streaming de áudio, que reproduz arquivos de áudio pré-gravados, quando os desenvolvedores adicionaram suporte. Tornou-se a primeira trilha sonora orquestral da Rare. Outros membros da equipe da Rare contribuíram com seus talentos para o processo de gravação, como trompete e gravações de voz.
Burke experimentou uma variedade de estilos musicais ao longo do desenvolvimento do jogo. As composições originais de Burke eram alegres como adequadas para um jogo da Nintendo, mas tornaram-se mais sombrias junto com outras partes do jogo para se igualar ao público do Xbox quando a Microsoft adquiriu a Rare. O compositor pensou que essa transição se refletiu na trilha sonora, com algumas músicas no estilo Nintendo justapostas às estrondosas faixas orquestrais. Burke estima que escreveu quatro horas de áudio para o projeto e acabou gravando 80 minutos com uma orquestra e coro durante quatro dias em Praga. A equipe gravou a orquestra e o coro separadamente. A Sumthing Else Music Works publicou a trilha sonora em CD e para download via iTunes Store e Amazon. Foi nomeada para o Academy of Interactive Arts & Sciences na categoria Outstanding Achievement in Original Music Composition.

## Recepção

### Pré-lançamento
Um ano antes do lançamento de Kameo, GamesRadar escreveu que, embora eles esperassem muito pelo título, desejando que fosse de alta qualidade, eles pensaram que os atrasos contínuos do jogo iriam provavelmente prejudicar o produto final. Mais perto do lançamento, Tom Bramwell (Eurogamer) acrescentou que esperava que o jogo fosse o melhor entre os títulos de lançamento do Xbox 360. O conceito básico de jogabilidade de Kameo trouxe sua expectativa ao nível do habitual para títulos de The Legend of Zelda, e ele pensou que o jogo colheria os benefícios de seu longo desenvolvimento através de audiovisuais refinados. O executivo do Xbox Peter Moore anunciou Kameo como seu título de lançamento favorito em antecipação ao lançamento do Xbox 360.

### Pós-lançamento
O jogo recebeu críticas "geralmente favoráveis", de acordo com o agregador de análises Metacritic. A NPD Group informou que Kameo vendeu 300 mil cópias, enquanto a Retro Gamer relatou que o jogo vendeu mais de 700 mil cópias. A GameSpot descreveu os números da NPD Group como significativamente abaixo das expectativas e abaixo das vendas de outro título de lançamento da Rare, Perfect Dark Zero. A Retro Gamer descreveu seus números como "respeitáveis [...] para uma nova franquia". O engenheiro de software sênior da Rare, Nick Burton, disse que, embora Kameo e Perfect Dark Zero tivessem a reputação de vendas fracas, os dois jogos "venderam fenomenalmente bem" para títulos de lançamento. Kameo continuou a vender três anos após seu lançamento.
Críticos elogiaram os gráficos do jogo como definindo padrões para o novo console. David Clayman (IGN) viu Kameo como uma boa demonstração das possibilidades gráficas do Xbox 360, e Bramwell (Eurogamer) considerou o grau de detalhe, mesmo em longas distâncias e em cenas com uso intensivo do processador, "sem precedentes em um jogo de console". Embora ele tivesse poucos pontos de referência para o novo console, Clayman (IGN) escreveu que os gráficos de alta definição extremamente detalhados pareciam dignos do apelido de "próxima geração" do Xbox 360, e completou que, quando emparelhado com o som surround, a experiência foi "quase irresistível". Críticos também notaram a vívida paleta de cores. Kasavin (GameSpot) escreveu que os desenvolvedores equilibraram os elementos visuais para atrair crianças e adultos. Andrew Pfister (1UP.com) escreveu que o jogo parecia maravilhoso, mas às vezes era distraído por muitas ocorrências na tela.
Críticos elogiaram o conceito central de metamorfose mas criticaram sua jogabilidade repetitiva, controles desajeitados, combate fácil, introdução desorganizada, e ênfase exagerada no tutorial. Bramwell (Eurogamer) escreveu que, embora a ideia fundamental fosse boa, as combinações repetitivas de ataques elementais eram raramente novas e, muitas vezes, laboriosas. A empolgação de descobrir a solução de um quebra-cabeça, disse Bramwell, costumava ser arruinada pela luta do jogador para executar a tarefa corretamente. Ele escreveu que o design do jogo restringia os jogadores e "criava apatia". Por exemplo, os tutoriais seguiram as cenas nas quais teriam sido úteis, cutscenes não deixaram solução de quebra-cabeças à imaginação, soluções de quebra-cabeças raramente eram revisitadas após seu primeiro uso e o diálogo dos personagens exagerou a importância de quebra-cabeças simples. Bramwell estava "desesperado" pela liberdade de experimentar sem orientação forçada. "O jogo", escreveu ele, "dificilmente para de lhe dizer o que fazer." Clayman (IGN) concordou que havia muita ajuda mas, alternativamente, apreciou o desafio contínuo e a densidade de atividades no design dos níveis de Kameo, com os habitantes da cidade intercalados com a ação nas fases. Ele também gostou de fazer experiências em Badlands como uma pausa dos quebra-cabeças. Clayman achou o combate do jogo fácil, mas divertido, apreciando especialmente o combate em tempo lento. Bramwell (Eurogamer) disse que o "prazer relativo" do combate de Kameo valia muito pouco, já que o jogador poderia usar ataques básicos e evitar a maioria dos upgrades importantes durante todo o jogo. Phil Theobald (GameSpy) acrescentou que os upgrades dos personagens são necessários para manter o interesse na jogabilidade, mas que o jogo não incentiva a descoberta de tais combinações. Pfister (1UP.com) também achou o equilíbrio da jogabilidade e o design de quebra-cabeças insípidos.
Críticos consideraram a história e a personagem Kameo "sem brilho", mas gostaram muito dos outros personagens. Andrew Reiner (Game Informer) disse que a história acompanha "todos os clichês imagináveis de jogos eletrônicos" e não consegue construir um apego emocional. Clayman (IGN) observou que ele passou pouco tempo como Kameo, a personagem. Ele achou os guerreiros elementais mais úteis, interessantes e originais, e sentiu que os dez poderes eram equilibrados de modo a fazer valer a pena jogar cada um. Dave Halverson (Play) concordou que as opções de múltiplos personagens representavam uma variedade rara de escolha do jogador, enquanto Pfister (1UP.com) escreveu que apenas alguns dos personagens tinham habilidades que valiam a pena usar regularmente e chamou o design de personagens "terrível" típico para o desenvolvedor. Clayman (IGN) achou que a personagem Kameo era comparativamente menos interessante do que o resto do elenco. Kasavin (GameSpot) concordou que Kameo parecia visualmente "genérica", enquanto outros personagens e ambientes tinham um estilo excepcional e inspirado. Alternativamente, Halverson (Play) pensou que a "protagonista feminina de tirar o fôlego" era o "ícone de fantasia quintessencial".
Críticos fizeram comentários positivos sobre a partitura orquestral e a dublagem do jogo. Kasavin (GameSpot) escreveu que o acréscimo de faixas corais durante momentos intensos no jogo deu a ele conotações épicas, embora Clayman (IGN) tenha achado que a performance fez com que os ambientes do jogo parecessem delirantemente majestosos. Bramwell (Eurogamer) encontrou pouca alegria no diálogo prolixo, que muitas vezes ele pulava mesmo durante cenas importantes, mas Kasavin (GameSpot) considerou a dublagem divertida, de boa qualidade. Ele também elogiou o nível de nuance nos efeitos sonoros, como aqueles feitos à medida que os personagens andavam.
Clayman (IGN) relatou que o jogo não apresentava grandes problemas técnicos, o que foi uma grande preocupação no longo período de preparação para o lançamento do jogo. Ele também notou que a maioria de seus níveis não pareciam alavancar os avanços do Xbox 360 em áreas além de gráficos. Bramwell (Eurogamer), por outro lado, lutou contra os controles e a câmera durante todo o jogo. Ele lamentou um problema específico em que a câmera girava 180 graus quando Kamea era atingido, o que tornava o caminho de retirada mais difícil de ver. Theobald (GameSpy) também lamentou a câmera. Kasavin (GameSpot) considerou Kameo tecnicamente excelente e elogiou seus recursos de salvamentos automáticos, tempos de carregamento curtos, taxas de quadros estáveis e exibição detalhada em televisões de definição padrão ou alta. Pfister (1UP.com) escreveu que Kameo era tecnicamente impressionante a ponto de oprimir a jogabilidade.
Críticos observaram que a duração do jogo foi menor do que o esperado, com cerca de dez horas de conteúdo. Clayman (IGN) teve pouca vontade de repetir os quebra-cabeças resolvidos e Bramwell (Eurogamer) estava até ansioso para o jogo acabar. Halverson (Play) planejava retornar ao jogo, mas escreveu que preferia mais cinco horas do modo de um jogador em vez dos recursos do Xbox Live. Em geral, críticos não ficaram impressionados com o modo cooperativo e com os ataques baseados em pontuação. Halverson (Play) tinha esperanças de Kameo e Psychonauts reacenderem o interesse do desenvolvedor no gênero de plataforma 3D, mas concluiu que tais jogos provavelmente não retornariam. Clayman (IGN) não achou que o jogo fez jus à sua publicidade como um competidor da série The Legend of Zelda, embroa Theobald (GameSpy) tenha achado que as batalhas de chefões de Kameo fossem comparáveis. Pfister (1UP.com) notou várias características comuns de jogos da Rare — como muitas cores e efeitos gráficos e trocadilhos para nomes de personagens — mas acabou escrevendo que Kameo era a prova de que a Microsoft havia recebido "exatamente o que pagou" em sua aquisição da Rare. Theobald (GameSpy) disse que a Rare havia evitado seus tropos habituais de fazer os jogadores coletarem muitos itens e um design de personagens pobre, e fez um título de lançamento "digno". Nigel Kendall (The Times) escreveu que o jogo era "mais cerebral" do que outros jogos do console, que eram estereotipados sobre transporte, futebol ou tiro. Kasavin (GameSpot) observou que Kameo era o título de lançamento mais acessível para jogadores de todas as idades. Em resumo, ele achou que o jogo era adequado para as primeiras experiências dos jogadores no novo Xbox 360.

## Conteúdo paradownload
O jogo foi lançado sem suporte online para o modo cooperativo, mas a Rare prometeu adicionar o recurso como um patch grátis e o fez em abril de 2006. O patch permite que dois jogadores joguem a história simultaneamente quando seus consoles estiverem conectados através do Xbox Live ou System Link. Ele também adicionou novas conquistas. Por uma taxa, os jogadores podem baixar uma série de pacotes de fantasias que mudam a aparência visual dos personagens do jogo. Em setembro de 2006, a Rare lançou o "Power Pack", que adicionou tabelas de classificação, um pacote de fantasias, novas conquistas e três novos modos de jogo: Expert, Time Attack e Rune Battle. O modo Expert remasteriza seis dos níveis do jogo com dificuldade adicional. O modo Time Attack permite que dois jogadores cooperativos (locais ou online) tentem terminar os níveis o mais rápido possível. O modo Rune Battle coloca dois jogadores cooperativos um contra o outro para coletar o maior número de itens rúnicos. Ben Kuchera da Ars Technica escreveu que a Rare "fez um bom trabalho" no suporte de Kameo com conteúdo pós-lançamento. Ele gostou da ideia do modo Time Attack e pensou que o modo Expert acalmaria as críticas sobre a facilidade do jogo.

## Legado
Em retrospecto, a Kotaku escreveu que Kameo seria lembrado como "aquele lindo jogo de lançamento do Xbox 360", o que a IGN confirmou um ano após seu lançamento. Enquanto alguns jornalistas de jogos relataram opiniões desfavoráveis em relação a Kameo, eles também relataram que sua base de fãs é dedicada. Outros descreveram o jogo como subestimado. Kameo estava entre o primeiro lote de jogos a ser vendido digitalmente com o serviço Games on Demand do Xbox 360 em agosto de 2009.
Kameo foi posteriormente incluído em Rare Replay, uma compilação de trinta títulos da Rare, lançada para o Xbox One em agosto de 2015. O jogo é emulado através do modo de compatibilidade reversa do console, um dos primeiros com suporte ao recurso. A versão emulada de Rare Replay inclui todo o conteúdo original para download gratuitamente e permite que os jogadores migrem seus salvamentos na nuvem do Xbox 360 para o Xbox One. O desempenho técnico de Kameo no Xbox One é ligeiramente melhor em comparação ao Xbox 360. Stephen Totilo (Kotaku) ficou surpreso com sua resposta positiva ao repetir Kameo em Rare Replay, tendo achado o estágio introdutório desanimador quando ele o experimentou no lançamento do Xbox 360. Ele planejava voltar ao título. Chris Carter (Destructoid) escreveu que, embora Kameo não valesse o preço cheio em seu lançamento, foi uma adição bem-vinda que vale a pena jogar na compilação. Em junho de 2019, o jogo foi aprimorado para rodar em resolução 4K no Xbox One X.
Uma sequência de Kameo estava em produção, mas acabou sendo cancelada. George Andreas começou a trabalhar na sequência após terminar o primeiro jogo. Kameo 2 havia sido projetado para ser uma versão mais sombria do original. A Rare redesenhou Kameo para ter olhos menores e amadureceu as outras criaturas. Por exemplo, os trolls receberam designs no estilo steampunk. A sequência colocaria uma ênfase maior no mundo aberto, já que a equipe foi influenciada por Assassin's Creed (2007). A Rare começou a usar o software Havok para animações mais suaves de cinemática inversa, e planejava incorporar recursos de um jogo inédito, Black Widow, que apresentava uma aranha mecânica gigante. Para upgrades de criaturas, a equipe planejou deixar Kameo voar como uma águia para que o jogador pudesse experimentar a grandeza de uma visão panorâmica. O compositor de Kameo Steve Burke disse que trabalhou na sequência por um ano. Ele escreveu várias novas faixas de áudio em um estilo celta e gravou dublagens, que juntas foram usadas em uma demo de conceito apresentada à Microsoft. Entretanto, o projeto foi cancelado após cerca de três meses de produção, pois a Rare se concentrou no Kinect, que estava em desenvolvimento pela Microsoft. Na época, a empresa redirecionou seus estúdios internos para apoiar o projeto. As vendas fracas do original também contribuíram para o cancelamento. O público ouviu relatos de seu cancelamento durante a reestruturação de 2009 e viu um vazamento de arte em 2011, mas o cancelamento não foi confirmado até que o vice-presidente da Microsoft Studios Phil Spencer o fizesse em 2013. A 1UP.com questionou se Kameo realmente precisava de uma sequência. A Rare lançou um documentário inédito retrospectivo do jogo como parte de sua coleção Rare Replay em 2015. O artista conceitual de Kameo 2 Peter Hentze narrou o documentário, que foca na arte que teria sido incluída no jogo além de um breve videoclipe. Mais tarde, a Rare lançou um making-of de Kameo em março de 2016. O vídeo não explica por que a Microsoft cancelou o projeto.